# John Glover
John Soursby Glover, Jr. (Kingston, 1944. augusztus 7. –) Tony-díjas amerikai színész. 
Főleg Lionel Luthor szerepével lett ismert  a Smallville című sorozatban, de az ezt megelőző évtizedekben is gyakran filmezett.

## Élete és pályafutása
Pályája során a színészkedés összes formájában bizonyított. Játszott mozi- és tv-filmben, valamint színházban. Rengeteg ismert filmben és sorozatban láthattuk már őt. 
A szuperhősök világa nem idegen számára. Láthattuk őt a Batman és Robinban, valamint a Robotzsaru 2.-ben. Ismertebb filmjei közé sorolható Mel Gibson mozija, a Visszavágó, valamint a Szörnyecskék 2. – Az új falka.
Televíziós sorozatokban is gyakran feltűnt. Szerepelt  többek közt a Kojak, a Gyilkos sorok, a Miami Vice, a Star Trek: Deep Space Nine, A férjem védelmében és a Fear the Walking Dead című sorozatokban.
A Smallville első évadjában még csak egy-két alkalommal láthattuk, ekkor még csak mellékszereplő volt. Lex rideg és pénzhajhász apját, Lionel Luthort alakította. Ám a karakter nagyon érdekes volt, így a második évadra főszereplői rangra emelték.
Ezután a Fear the Walking Dead című zombisorozat egyik fontosabb szereplőjévé vált.

## Magánélete
Nyíltan vállalja homoszexualitását, 2016-ban házasodott össze Adam Kurtzman szobrásszal.

## Filmográfia

### Film
| Év   | Magyar cím                    | Eredeti cím                        | Szerep                       | Magyar hang            |
| ---- | ----------------------------- | ---------------------------------- | ---------------------------- | ---------------------- |
| 1973 |                               | Shamus                             | Johnnie                      |                        |
| 1977 | Annie Hall                    | Annie Hall                         | Annie színész barátja        | Juhász Jácint          |
| 1977 | Júlia                         | Julia                              | Sammy                        | Koroknay Géza          |
| 1978 | Aki halt, aki nem             | Somebody Killed Her Husband        | Herbert Little               |                        |
| 1979 | Utolsó ölelés                 | Last Embrace                       | Richard Peabody              | Rubold Ödön            |
| 1980 |                               | The American Success Company       | Ernst                        |                        |
| 1980 | Prémvadászok                  | The Mountain Men                   | Nathan Wyeth                 | Breyer Zoltán          |
| 1980 | Melvin és Howard              | Melvin and Howard                  | Freese                       |                        |
| 1981 | Csökke-nő                     | The Incredible Shrinking Woman     | Tom Keller                   | Sótonyi Gábor          |
| 1982 | Egy kis szex                  | A Little Sex                       | Walter                       |                        |
| 1984 | Az erőszak pokla              | The Evil That Men Do               | Briggs                       | Felföldi László        |
| 1985 | Halálbalett                   | White Nights                       | Wynn Scott                   | Faragó József          |
| 1984 |                               | A Killing Affair                   | Sheb Sheppard                |                        |
| 1984 | Tíz másodperc az élet         | 52 Pick-Up                         | Alan Raimy                   | Sörös Sándor           |
| 1984 |                               | Willy/Milly                        | Fred Niceman                 |                        |
| 1988 | Álarc mögött                  | Masquerade                         | Tony Gateworth               | Tarján Péter           |
| 1988 |                               | Rocket Gibraltar                   | Rolo Rockwell                |                        |
| 1988 | Szellemes karácsony           | Scrooged                           | Brice Cummings               | Varga T. József        |
| 1988 | Szentháromság és csokoládé    | The Chocolate War                  | Leon atya                    | Czvetkó Sándor         |
| 1989 |                               | Meet the Hollowheads               | Henry Hollowhead             |                        |
| 1990 | Szörnyecskék 2. – Az új falka | Gremlins 2: The New Batch          | Daniel Clamp                 | Tahi Tóth László       |
| 1990 | Robotzsaru 2.                 | RoboCop 2                          | Magnavolt ügynök             | Németh Gábor           |
| 1993 | Zsákbamama                    | Ed and His Dead Mother             | A.J. Pattle                  | Csankó Zoltán          |
| 1994 | Az őrület torkában            | In the Mouth of Madness            | Saperstein                   | Juhász György          |
| 1994 | A menekülő ember éjszakája    | Night of the Running Man           | Derek Mills                  | Sinkovits-Vitay András |
| 1994 | Automaták                     | Automatic                          | Goddard Marx                 |                        |
| 1997 | Melegváltás                   | Love! Valour! Compassion!          | John Jeckyll / James Jeckyll | Kamarás Iván           |
| 1997 | Batman és Robin               | Batman & Robin                     | Dr. Jason Woodrue            | Háda János             |
| 1997 | Atomjárat                     | Medusa's Child                     | Rogers Henry                 |                        |
| 1997 |                               | The Broken Giant'                  | Bennett Hale                 |                        |
| 1998 |                               | Dead Broke                         | Sam                          |                        |
| 1999 | Visszavágó                    | Payback                            | Phil                         | Szerémi Zoltán         |
| 1999 |                               | Macbeth in Manhattan               | Richard                      |                        |
| 2001 | A test                        | The Body                           | Színész Jézus                |                        |
| 2001 | A lázadás mámora              | On Edge                            | Yuri Moskvin                 |                        |
| 2002 |                               | Mid-Century                        | Bill Gates                   |                        |
| 2004 |                               | Tricks                             | Bill Gates                   |                        |
| 2004 |                               | A Kiss at Kerouac's Grave          | Ralph                        |                        |
| 2005 |                               | The Civilization of Maxwell Bright | Ogden                        |                        |
| 2013 |                               | Sanitarium                         | Ogden                        |                        |
| 2013 |                               | Sweet Talk                         | Professzor                   |                        |
| 2014 |                               | Reality                            | Zog                          |                        |
| 2015 |                               | You Bury Your Own                  | Gillespie nyomozó            |                        |
| 2016 |                               | We Go On                           | Dr. Ellison                  |                        |
| 2019 | Shazam!                       | Shazam!                            | Mr. Sivana                   | Jakab Csaba            |

### Televízió
| Év         | Magyar cím                       | Eredeti cím                                      | Szerep                                 | Megjegyzések                                                                      |
| ---------- | -------------------------------- | ------------------------------------------------ | -------------------------------------- | --------------------------------------------------------------------------------- |
| 1975       | Kojak                            | Kojak                                            | Billy Jo                               | 1 epizód                                                                          |
| 1984       |                                  | George Washington                                | Charles Lee                            | 1 epizód                                                                          |
| 1985       |                                  | ABC Afterschool Specials                         | Mr. Stewart                            | 1 epizód                                                                          |
| 1985       | Korai tél                        | An Early Frost                                   | Victor DiMato                          | - tévéfilm - magyar hangja: - Tahi Tóth László                                    |
| 1986       | Alkonyzóna                       | The Twilight Zone                                | Az idegen nagykövet                    | 1 epizód                                                                          |
| 1986       | Megkövetés                       | Apology                                          | Philip                                 | - tévéfilm - magyar hangja: - Tóth Sándor                                         |
| 1986, 1987 | Gyilkos sorok                    | Murder, She Wrote                                | Franz Mueller, Andrew Durbin           | 2 epizód                                                                          |
| 1987       |                                  | Nutcracker: Money, Madness and Murder            | Richard Behrens                        | 1 epizód                                                                          |
| 1987       | Miami Vice                       | Miami Vice                                       | Steve Duddy                            | - 1 epizód - magyar hangja: - Breyer Zoltán                                       |
| 1988       | Égető borzalom                   | David                                            | Charles Rothenberg                     | tévéfilm                                                                          |
| 1989       | Tűréshatár                       | Breaking Point                                   | Dr. Gerber                             | tévéfilm                                                                          |
| 1989       | A sors csapdájában               | Twist of Fate                                    | Max Brodsky                            | - minisorozat - magyar hangja: - Lux Ádám                                         |
| 1989       |                                  | The Hitchhiker                                   | Miles Duchet                           | 1 epizód                                                                          |
| 1990       | Texas ördöge                     | El Diablo                                        | Prédikátor                             | - tévéfilm - magyar hangja: - Fazekas István                                      |
| 1991       | Mi történt Baby Jane-nel?        | What Ever Happened to...                         | Billy Korn                             | - tévéfilm - magyar hangja: - Józsa Imre                                          |
| 1991       | Mesék a kriptából                | Tales from the Crypt                             | Sebastian Esbrook                      | 1 epizód                                                                          |
| 1992       |                                  | Drug Wars: The Cocaine Cartel                    | Loco Garrison                          | tévéfilm                                                                          |
| 1992       |                                  | The Ray Bradbury Theater                         | Walter Grip                            | 1 epizód                                                                          |
| 1992–1994  | Batman: A rajzfilmsorozat        | Batman: The Animated Series                      | Edward Nygma / Rébusz (hangja)         | - 3 epizód - magyar hangja: - Kárpáti Tibor - Csankó Zoltán - Barabás Kiss Zoltán |
| 1992–1994  |                                  | Dinosaurs                                        | bébiszitter / Ügyész / Lucius (hangja) | 3 epizód                                                                          |
| 1993       | Frasier – A dumagép              | Frasier                                          | Ned Miller                             | 1 epizód                                                                          |
| 1993       |                                  | Crime & Punishment                               | Dennis Atwood                          | 1 epizód                                                                          |
| 1993       |                                  | The Legend of Prince Valiant                     | Edward király (hangja)                 | 1 epizód                                                                          |
| 1993       | Animánia                         | Animaniacs                                       | Raszputyin (hangja)                    | 1 epizód                                                                          |
| 1993       | Star Trek: Deep Space Nine       | Star Trek: Deep Space Nine                       | Verad                                  | 1 epizód                                                                          |
| 1998       | Superman: A rajzfilmsorozat      | Superman: The Animated Series                    | Edward Nygma / Rébusz (hangja)         | 1 epizód                                                                          |
| 1998       | The New Batman Adventures        | The New Batman Adventures                        | Edward Nygma / Rébusz (hangja)         | - 1 epizód - magyar hangja: - Barabás Kiss Zoltán                                 |
| 1998       | Bunkó és Vész                    | Pinky and the Brain                              | Tycoon (hangja)                        | 1 epizód                                                                          |
| 1998–1999  |                                  | Brimstone                                        | Ördög                                  | 13 epizód                                                                         |
| 1999–2001  |                                  | Haunted History                                  | narrátor (hangja)                      | 25 epizód                                                                         |
| 2001–2011  | Smallville                       | Smallville                                       | Lionel Luthor                          | - 145 epizód - magyar hangja: - Megyeri János                                     |
| 2006       | Gyilkos számok                   | Numb3rs                                          | Samuel Craft                           | 1 epizód                                                                          |
| 2006, 2008 | Esküdt ellenségek: Bűnös szándék | Law & Order: Criminal Intent                     | Declan Gage                            | 2 epizód                                                                          |
| 2009       | Hősök                            | Heroes                                           | Samson Gray                            | 1 epizód                                                                          |
| 2011–2015  | A férjem védelmében              | The Good Wife                                    | Jared Andrews                          | 4 epizód                                                                          |
| 2012–2013  |                                  | Tron: Uprising                                   | Dyson (hangja)                         | 4 epizód                                                                          |
| 2014       | Feketelista                      | The Blacklist                                    | Dr. Bruce Sanders                      | 1 epizód                                                                          |
| 2014       | Észlelés                         | Perception                                       | Ördög                                  | 1 epizód                                                                          |
| 2015       | Carter ügynök                    | Agent Carter                                     | Újságíró                               | - 1 epizód - magyar hangja: - Orosz István                                        |
| 2019       | Diane védelmében                 | The Good Fight                                   | Jared Andrews                          | 1 epizód                                                                          |
| 2019       | San Franciscó-i történetek       | Tales of the City                                | Bill Schwartz                          | 1 epizód                                                                          |
| 2019       | Gonosz                           | Evil                                             | Byron Duke                             | 1 epizód                                                                          |
| 2021       | Fear the Walking Dead            | Fear the Walking Dead                            | Theodore "Teddy" Maddox                | 5 epizód                                                                          |
| 2021       | Lucifer az Újvilágban            | Lucifer                                          | Peter Peterson                         | 1 epizód                                                                          |
| 2022       |                                  | Dead in the Water: A Fear the Walking Dead Story | Theodore "Teddy" Maddox                | 1 epizód                                                                          |
| 2023       | És egyszer csak…                 | And Just Like That...                            | Elliot                                 | 1 epizód                                                                          |
| 2024       | Szörnyecskék: A Mogwaiok titkai  | Gremlins                                         | Rodney (hangja)                        | 1 epizód                                                                          |